# Томан, Зденек
Зденек Томан (партийный псевдоним: Васил; имя при рождении — Ашер Зелиг Голдбергер, различные псевдонимы — Золтан Голдбергер, Золо Томан, Золтан Томан, Зденек Голдбергер; 2 марта 1909, Собранце, Королевство Венгрия, Австро-Венгрия — 20 декабря 1997, Кабо-Сан-Лукас, Мексика) — чехословацкий юрист, чиновник и коммунистический деятель. Перебежчик на Запад.
В период с 1946 по 1948 год он занимал должность начальника отдела внешней (политической) разведки в Министерстве внутренних дел Чехословакии, и таким образом, был одним из немногих чиновников, имевших большое влияние и неограниченные полномочия в послевоенной Чехословакии. Однако вскоре попал в опалу, был арестован и бежал на Запад.

## Биография

### Юность и учёба
Зденек Томан (урождённый Ашер Зелиг Гольдбергер) родился в бедной еврейской семье 2 марта 1909 года в тогдашнем венгерском городе Собранце в Подкарпатской Руси в семье Давида Гольдбергера и Розали (Розы) Голдбергер (урождённой Томан).
Окончил начальную школу в родном Собранце и среднюю школу в Ужгороде. После окончания средней школы переехал в Прагу, где в 1927 году поступил на юридический факультет Карлова университета. В 1933 году окончил университет и получил степень доктора прав. Во время учебы в университете он вступил в коммунистическую партию и с 1926 по 1936 год работал (под псевдонимом «Васил») заведующим отделом пропаганды второго пражского округа Коминтерна.

### Перед войной
После окончания учёбы в университете переехал в Словакию, где работал юристом. В январе 1935 года женился на Песле Гутмановой в польском городе Лодзь. В 1936 году официально сменил фамилию на Томан (Thoman) вместо Голдбергер.

### Война
После падения второй республики и образования Протектората, в апреле 1939 года Томан с женой бежал через Краков (при помощи местного комитета чехословацких беженцев) в Великобританию. Первое время он работал в правлении компании «Messrs. Lyons Co».
Томан был широко известен своим левыми взглядами. В Великобритании он и его жена были зарегистрированы в Чешском фонде беженцев («Czech Refugies Trust»), который выплачивал им пособие в связи с инвалидностью. В 1941 году Томан и его жена считались членами Коммунистической партии Чехословакии, несмотря на то, что Томан отрицал этот факт и утверждал, что является сторонником социал-демократов. С 1941 года Томан работал в Министерстве социального обеспечения (социальных защиты) в изгнании чиновником по репатриации.

### После войны
После окончания Второй мировой войны Томан с женой вернулись в освобожденную советскими войсками Чехословакию. В Кошицах Томан возглавил комиссию по репатриации. В задачи комиссии входила выдача чехословацких документов тем лицам из Подкарпатской Руси, которые в довоенной переписи объявили себя словаками или чехами (в связи с включением Подкарпатья в состав СССР), а также военнослужащим чехословацкого армейского корпуса. Махинации Томана с документами (купленными за взятки) не ускользнули от внимания НКВД, и поэтому Томану пришлось передать часть заработанных им на взятках денег и сотрудникам советской госбезопасности. Вскоре после этого он переехал из Кошиц в Прагу, где министр внутренних дел Вацлав Носек обеспечил Томану должность заместителя начальника внешней разведки в своем министерстве. Примерно в то же время Томан сменил имя с Золтана на Зденека.
Обязанности Томана включали отправку проверенных и надёжных людей из Чехословакии на Запад, он также сам ездил в командировки на Запад. Иногда ему поручали различные задания за границей (например, во время одной из поездок в Лондон его задачей было войти в контакт с чешской эмиграцией (отступников- антикоммунистов) из группы генерала Льва Прхала (Чешский национальный комитет в Лондоне) и реорганизовать сеть чешских осведомителей в Британии. Подчиненные Томана вывозили драгоценности, золото и драгоценные камни за пределы Чехословакии, обменивали их на валюту в Лондоне и привозили полученную твердую валюту обратно в Чехословакию. Эти посылки, задекларированные как «драгоценности», следовали по Европе дипломатической почтой без таможенного контроля, а помимо валюты из-за границы завозились сигареты, алкоголь и предметы роскоши. Добытые этой деятельностью средства в нарушение действовавшего на тот момент законодательства зачислялись в тайные фонды. Часть средств использовалась на благо коммунистической партии, часть — на деятельность секретных служб или оставалась на частных счетах участников этих операций в стране и за рубежом. Томан также занимался незаконными сделками с рейхсмарками и золотом в американской оккупационной зоне.

#### Еврейские беженцы
В послевоенной Чехословакии действовала гуманитарная организация «Американский еврейский объединенный распределительный комитет» (AJDC). Организация занималась помощью пережившим интернирование в концентрационных лагерях, а также спонсировал деятельность организации «Бриха», поддерживавшей переселение евреев в Палестину (которой в то время управляли британцы). Глава пражского отделения AJDC Гейнор Якобсон имел в своем распоряжении значительные финансовые суммы и платил Томану согласованную сумму за каждого еврейского беженца, «прошедшего» через Чехословакию.
С лета 1946 до конца 1947 года через Чехословакию «прошло» около 200 000 беженцев из Польши и СССР. Они бежали от антиеврейских настроений, кульминацией которых стал погром в Кельце. Таким корыстным образом Томан помог американским организациям «AJDC» и «Bricha» в перевозке тысяч польских, венгерских, румынских, чешских, словацких, украинских и балтийских евреев через Чехословакию в лагеря беженцев в западную зону оккупации Германии, Австрии и Италии. В конце Второй мировой войны в этих странах проживало около 60 000 евреев. Официально Томан заявил, что помог около 250 000 евреев добраться до безопасного места. В 1948 году их количество достигло примерно 300 000 человек.
Беженцы в основном переправлялись через Наход. Они ехали в закрытых поездах в западные оккупационные зоны Германии и Австрии, а оттуда продолжили свой путь через Италию в Палестину. Сначала это было всего несколько сотен человек в день, но после событий в Кельце их число увеличилось до двенадцати тысяч человек в день. Такой способ «переброски лиц» вызвал неудовольствие великих держав. Против него протестовали не только англичане, но и американский посол в Праге. Однако больше всего он возмутил Советский Союз, который считал уезжающих своими гражданами. Томан отреагировал на эти факты, несколько раз закрывая границы «на всякий случай» и требуя повышенных сумм «транзитных сборов» за их повторное «открытие». Вполне вероятно, что эти деньги Томан использовал для финансирования строительства своей разведывательной службы, часть из них он также передал в фонды ЦК коммунистической партии и, кроме того, оставил немалую часть на собственные нужды.

#### Оружие для Израиля
В 1947 году Томан начал деятельность по поставкам оружия для вновь образованного еврейского государства. Продукцию чехословацкой оружейной промышленности, трофейное оружие и боеприпасы немецкой армии нашли применение в Палестине. Однако эти чехословацкие поставки оружия в Палестину подразумевали прямой конфликт с Великобританией. Поставки были поддержаны правительством Чехословакии, коммунистическая партия нуждалась в финансах, а тогдашний министр иностранных дел Ян Масарик симпатизировал израильтянам и подписал контракты. Официально поставки оружия шли в Африку, но страной назначения был Израиль. Премьер-министр Израиля Давид Бен-Гурион позже заявил, что «без чехословацкого оружия Государство Израиль не возникло бы». Со временем Томан представлял свою деятельность, связанную с поставкой оружия, как деятельность, которую он осуществлял по своему внутреннему «убеждению», но стратегически умалчивал о том, что она также служила его личному обогащению.

### Опала
Однако с середины 1947 года деятельность Томана перестала устраивать некоторых влиятельных коммунистических функционеров. В борьбе за власть и влияние Томан не принадлежал ни к какому партийному крылу, и более того, он все меньше и меньше желал делиться с кем бы то ни было немалыми прибылями, которые он получал от своей деятельности. Более того, в том же году советские советники сообщили министру внутренних дел Вацлаву Носку, что Томан теряет их доверие. Они объяснили это тем, что он пережил войну в Лондоне и вполне мог быть «агентом иностранных разведок». Влияние и власть Томана не нравились ни начальнику военной контрразведки Бедржиху Райцину, ни его заместителю Карлу Вашу, которые видели в Томане потенциального конкурента в игре за высокие государственные посты.
Агент НКВД, офицер военной разведки, судья и обвинитель на сфабрикованных процессах Карел Ваш лично руководил написанием письма, датированного 22 декабря 1947 года, генеральному секретарю ЦК КПЧ Рудольфу Сланскому с описанием «лондонских дел» Томана. Рудольф Сланский перестал защищать Томана, и 12 января 1948 года был выдан ордер на арест Томана. Ещё до официального ареста, в конце февраля 1948 года, Вацлав Носек отправил Томана в вынужденный «отпуск по состоянию здоровья», который он должен был провести за пределами Праги. Некоторое время его держали под своего рода домашним арестом, и он был отрезанным от любых контактов с семьей и друзьями. Вацлав Носек уверял жену Томана, что ей не о чем беспокоиться.

### Арест и побег
Утром 27 апреля 1948 года Томана в Праге арестовал специальный отряд StB. Арест Томана начальник тайной полиции подполковник Йиндржих Веселы объяснил тем, что в квартире семьи Томана во время обыска были найдены две редкие картины, множество персидских ковров, золото и другие драгоценности. К тому времени Томан уже был отцом полугодовалого сына Ивана, который родился у супругов Томан в октябре 1947 года. Зденека Томана обвинили в спекуляции валютой с целью собственного обогащения и приговорили к смертной казни. Томана подвергли жестким допросам, но он с самого начала не пошёл на сотрудничество со следствием и даже угрожал самоубийством. Во время заключения на Карловой площади в Праге в доме Томанов был совершен обыск.
Находясь в следственном изоляторе в ожидании суда, несмотря на строгий запрет, Томан вскоре узнал о трагической гибели своей жены Песлы. В июле 1948 года Томана должны были перевести из изолятора O-StB в здании суда на Карловой площади в более строго охраняемую тюрьму в Панкраце. Ещё до этого перевода он спланировал и осуществил свой побег. Он воспользовался относительно «свободным» режимом в здании суда. Если охранники были в хорошем настроении, они позволяли заключенным звонить домой или друзьям. Во время этих звонков Томан обычно говорил по-английски, так что охранники не могли его понять. Томану удалось уговорить охранника передать письмо его другу, в письме содержалась просьба о помощи в побеге. 22 июня 1948 года охранник отвёл Томана в туалет, запер и поручил ему мыть туалет, после чего ушёл. Томан был высокого роста, он поставил два ведра под окно туалета без решётки, пролез через него и спрыгнул в коридор зала суда. Он был одет в обычную одежду и поэтому спокойно вышел из здания. Обыски на выездах из Праги, а также общенациональный розыск и ужесточение контроля на границах успеха не принесли. 11 охранников, включая начальника тюрьмы на Карловой площади были наказаны. Томану помогали его друзья (6 из них были арестованы), один из них спрятал Томана в доме под Прагой. Через несколько недель, 18 июля 1948 года, Томан перешёл границу в районе Хеба и Марктредвица. Успех побега Томана разъяснил Ян Кац, секретарь Союза друзей СССР, в письменном отчёте генеральному секретарю ЦК КПЧ Рудольфу Сланскому: «…половина Министерства внутренних дел, работавшая с Томаном, было заинтересована в его исчезновении и поэтому саботировала розыск…».

### В эмиграции
На Западе Томан начал сотрудничать с американской военной контрразведкой (CIC). Он также воспользовался тем, что на него было оформлено множество недвижимого имущества за границей, которым пользовались его агенты. Согласно одному из сообщений, Томан раскрыл свою разведывательную сеть в Баварии американцам, которые впоследствии ее уничтожили. Судя по всему, Томан упомянул и чешско-французского коммуниста Артура Лондона. В то время западные газеты описывали его как «агента Информбюро». В результате его разоблачения французские власти также наложили запрет на его возвращение в Париж после его пребывания в Швейцарии. Военная разведка рассматривала вопрос о физической ликвидации Томана в Германии.
В июне 1949 года Томан был заочно осужден в Чехословакии за контрабанду «драгоценностей» и участие в освобождении Мариана Каргула из тюрьмы к смертной казни и конфискации всего имущества. Его апелляция в Верховный суд Чехословакии была отклонена. В Чехословакии у Томана остались сын Иван Томан и сестра Магдалена (Ленка Томанова). Томан интересовался судьбой сына из-за границы, но безрезультатно. Сестра Томана Аранка (Орели) Рознюк (Гольдбергер) также интересовалась судьбой своего племянника Ивана Томана. После побега Томана из изолятора на Карловой площади её жестоко допросили и в конце концов приговорили к 15 годам тюремного заключения за государственную измену. Отбыв наказание, Орели была освобождена в начале 1960-х годов и вскоре отправилась в Америку, чтобы присоединиться к своей сестре Магдалине. Сам Томан никогда не верил в смерть сына Ивана и никогда не посещал его могилу на Мотольском кладбище. В своем завещании он завещал своему сыну 10 000 долларов.
После непродолжительного пребывания в Германии и Париже Томан переехал в Лондон, а затем в Венесуэлу, чтобы навестить своих родственников. Здесь он торговал машинами в семейной фирме, которая владела заводом «Гексим», основанном его братом Армином Гольдбергером. В Венесуэле Томан нажил большое состояние и снова стал называть себя Золтаном Томаном. Он отправлял крупные пожертвования в различные культурные и образовательные учреждения Израиля. Он получил степень почетного доктора израильского университета Бен-Гуриона в Беэр-Шеве. (Он завещал этому университету пять миллионов долларов США, которые пошли на строительство здания). За свою благотворительную деятельность Томан получил несколько наград, как в Израиле, так и в США. В Венесуэле Томан женился во второй раз на Марии Маринади.
О судьбе своего сына Томан узнал в начале 1990-х благодаря Управлению документации и расследований StB. После Бархатной революции в Чехословакии Томан был официально реабилитирован. Его смертный приговор был заменен на один год тюрьмы, а апелляционный суд полностью оправдал Томана. Несмотря на это, в Чехословакию Томан не вернулся даже в 1990-е годы, ближе всего к Праге он был во время поездки в Вену.
Умер 20 декабря 1997 года в прибрежном мексиканском городе Кабо-Сан-Лукас, а позже был похоронен в Санта-Барбаре, штат Калифорния. Позже, его останки были перевезены и захоронены в Венесуэле в Каракасе. Большую часть его имущества унаследовали его вторая жена Мария Томан (Маринади) и её три дочери. При жизни Томан раздал часть своего обширного имущества. Он подарил редкие картины Израильский музей в Иерусалиме, а пять миллионов долларов США в конечном итоге (после судебных баталий с вдовой Марией Маринади) достались Университету Бен-Гуриона.

## В культуре
Зденек Томан, стал главным героем фильма («Томан (фильм, 2018)») режиссера Ондржея Трояна.